# 6 Armia (Imperium Rosyjskie)
6 Armia (ros. 6-я армия) – związek operacyjny Armii Imperium Rosyjskiego w okresie I wojny światowej.

## Formowanie i zmiany organizacyjne
Sztab polowy 6 Armii utworzono w lipcu 1914 roku przy Petersburskim Okręgu Wojskowym. Do zadań Armii należała obrona wybrzeża Morza Bałtyckiego i Morza Białego, a także podejść do Petersburga. Z powstaniem Frontu Rumuńskiego w grudniu 1916 sztab Armii przebazowano do Rumunii. W skład armii weszły związki taktyczne i jednostki b. Armii Dunajskiej, przemianowanej na 6 Armię. Po przebazowaniu dowództwa, jednostki starej 6 Armii weszły w skład  Frontu Północnego.

## Skład
- 4 Korpus Armijny od 22.12.1916 – grudzień 1917;
- 7 Korpus Armijny od 1.11 – grudzień 1917;
- 29 Korpus Armijny od 1.02 – 16.01.1917;
- 42 Korpus Armijny od 15.08.1915 – 27.11.1916;
- 43 Korpus Armijny od 12.07 – 17.11.1915;
- 47 Korpus Armijny od 12.12.1916 – grudzień 1917;
- 4 Syberyjski Korpus Armijny od 22.11.16 – grudzień 1917;
- 5 Syberyjski Korpus Armijny od 3.04.1916 – 1.05.1916;
- 3 Korpus Kawalerii  od 22.12.1915;
- 6 Korpus Kawalerii od 22.12.1916 – 16.07.1917;

## Dowódcy 6 Armii
| Stopień           | Nazwisko                | Okres                      |
| ----------------- | ----------------------- | -------------------------- |
| Generał artylerii | Konstantin Fan-der-Flit | 19.07.1914 – 21.06.1915    |
| Generał piechoty  | Nikołaj Ruzski          | 30.06.1915 – 18.08.1915    |
| Generał piechoty  | Aleksiej Czurin         | 20.08.1915 – 20.03.1916    |
| Generał piechoty  | Władimir Gorbatowskij   | 20.03.1916 – 12.12.1916    |
| Generał kawalerii | Afanasij Curikow        | 12.12.1916 – grudzień 1917 |